# Confederació de Sindicats de Lituània
La Confederació de Sindicats de Lituània (en lituà: Lietuvos profesinių sąjungų konfederacija LPSK) és una central sindical nacional de Lituània amb la seu a Vílnius. Va ser fundada l'1 de maig de 2002 per la fusió de la Unificació Sindical lituana (LPSS) i la Central de Sindicats de Lituània (LCSP).
El LPSK està afiliat a la Confederació Sindical Internacional i a la Confederació Europea de Sindicats.